# Team Worldcup (Rhönrad)
Der Team Worldcup ist ein internationaler Rhönrad-Wettkampf, bei dem die besten vier Nationen als Team gegeneinander antreten. Er wird alle zwei Jahre durch den IRV organisiert.

## Wettkampf-Konzept
Es gibt 6 verschiedene Runden, bei denen jede Nation eine Kür turnt. Die beste Kür jeder Runde gewinnt 4 Punkte, die zweitbeste 3 Punkte etc. Außerdem hat jedes Team einen „Joker“, welcher die geholten Punkte einer Runde verdoppelt. Das Team mit den meisten Punkten nach allen 6 Runden gewinnt den Wettkampf.
Es gibt zwei separate Wettkämpfe für die Junioren und Senioren. Die Teams müssen zwischen 4 und 6 Athleten bestehen. Jedes Team turnt sechs verschiedene Küren (2× Gerade, 2× Spirale, 1× Sprung, 1× Disziplin nach Wahl des Teams). Athleten dürfen bis zu drei Disziplinen turnen.
Die Nationen müssen sich jeweils an den Rhönrad-Weltmeisterschaften für den Team-Worldcup qualifizieren.
Bis und mit 2008 startete neben den Teams der Nationen ein „All-Star“-Team, welches aus den besten Finalwettkämpfen der letzten WM, sowie den Aktiven der ausrichtenden Vereine bestand.
2004 bis 2008 sowie 2012 bestand der Team Worldcup aus zwei Wettkämpfen an verschiedenen Tagen sowie verschiedenen Orten, die zusammen eine Gesamtrangliste gaben.
An den Team-Worldcups 2002 und 2004 zählte das Total der erturnten Noten und nicht das oben beschriebene Runden-Punktesystem.

## 2025
Die Rhönrad-Team-Weltmeisterschaften 2025 fanden im Rahmen des internationalen Deutschen Turnfest in Leipzig (Deutschland) statt. Zum ersten Mal geht der Junioren-Weltmeistertitel nicht nach Deutschland, sondern in die Schweiz und nach Israel.
| Platz | Land        | Athleten                                                                             | Punkte |
| ----- | ----------- | ------------------------------------------------------------------------------------ | ------ |
| 1     | Schweiz     | Meret Stark, Timon Peter, Olivia Suter, Elea Peter                                   | 25     |
| 2     | Israel      | Gali Yarsky, Bar Dubinsky, Naomi Livne, Roni Ezra, Roni Schusheim                    | 25     |
| 3     | Deutschland | Bero Schröter, Frieda Wilke, Annika Wasmuth, Sophie Julius, Jamal Kiel, Nils Münster | 20     |
| 4     | Belgien     | Laura Schmitz, Nela Knodt, Mara Bartholemy, Wilhelm Uffelmann                        | 14     |

| Platz | Land        | Athleten                                                                                        | Punkte |
| ----- | ----------- | ----------------------------------------------------------------------------------------------- | ------ |
| 1     | Deutschland | Karina Peisker, Lea Gmeiner, Malte Schröder, Johannes Stolper, Emma Gerlitz                     | 25     |
| 2     | Österreich  | Malena Kernacs, Luisa Galvan, Birgit Halwachs, Selina Memeti                                    | 22     |
| 3     | Japan       | Shuri Akasaka, Hiroki Yasutaka, Aya Horiguchi, Shiori Urikane, Ryuichi Goto, Yasuhiko Takahashi | 20     |
| 4     | Schweiz     | Simon Rufener, Chiara Lenzo, Manuel Roth, Shannon Rüttimann                                     | 16     |

## 2023
Der Team Worldcup fand am 15. Juli 2023 in der Turnhalle Broadway Armory Park (Chicago, USA) statt. Es ist der erste Team Worldcup, bei dem es einen Wettkampf für die Junioren gibt.
| Platz | Land               | Athleten                                                                           | Punkte |
| ----- | ------------------ | ---------------------------------------------------------------------------------- | ------ |
| 1     | Deutschland        | Jamal Kiel, Johanna Calmano, Sophie Julius, Ella Köhler, Frieda Wilke, Mia Schmidt | 23     |
| 2     | Israel             | Roni Schusheim, Hadas Nir, Gali Rosner, Uri Porat                                  | 22     |
| 3     | Schweiz            | Luca Küttel, Noemi Meier, Katharina Müller, Meret Stark, Fabienne Wehrli           | 20     |
| 4     | Vereinigte Staaten | Jocob Hartwell, Alexa Gola, Lola Lown, Aidan Lish, Karly O’Brien, Aidan Elliot     | 8      |

| Platz | Land        | Athleten                                                                                   | Punkte |
| ----- | ----------- | ------------------------------------------------------------------------------------------ | ------ |
| 1     | Deutschland | Johannes Stolper, Emma Gerlitz, Karina Peisker, Lilia Lessel, Kira Homeyer, Malte Schröder | 23     |
| 2     | Schweiz     | Chiara Lenzo, Simon Rufener, Leonie Botta, Cheyenne Wietlisbach, Fabrice Schubert          | 21     |
| 3     | Japan       | Ryuichi Goto, Yasuhiko Takahashi, Hiroki Yasutaka, Aya Horiguchi, Miho Yamada              | 17     |
| 4     | Österreich  | Malena Kernacs, Selina Memeti, Brigit Halwachs                                             | 12     |

## 2019

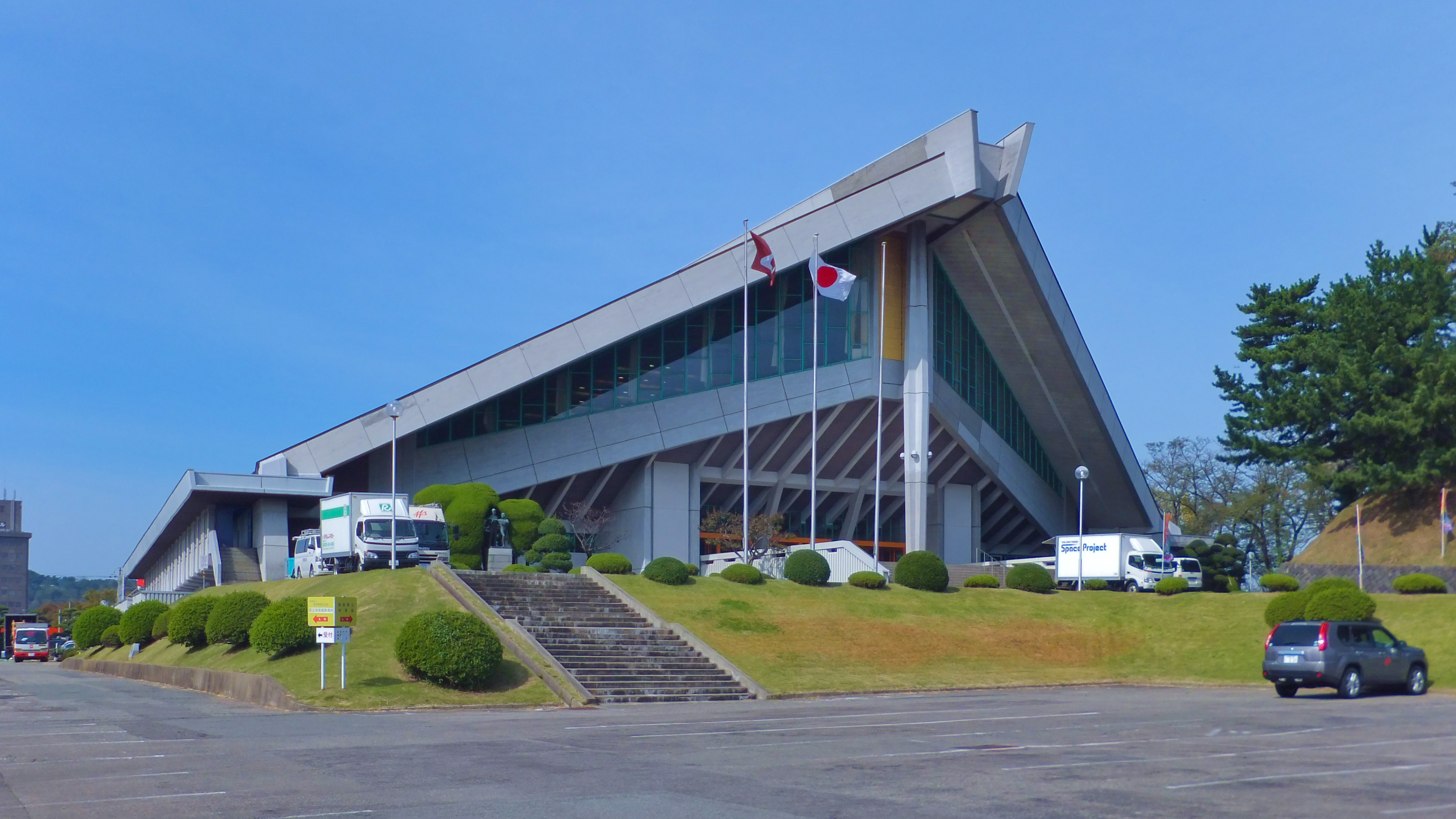
Turnhalle des Team Worldcup 2019

Der Team Worldcup 2019 fand am 21. April 2019 in Akita (Japan) statt. Es ist der erste internationale Wettkampf in Japan.
| Platz | Land        | Athleten                                                              | Punkte |
| ----- | ----------- | --------------------------------------------------------------------- | ------ |
| 1     | Deutschland | Carsten Heimer, Kira Homeyer, Sarah Metz, Luca Christ                 | 21     |
| 2     | Japan       | Yasuhiko Takahashi, Daisuke Mori, Aya Horiguchi, Yuki Matsuura        | 20     |
| 3     | Schweiz     | Matthias Reich, Leonie Botta, Simon Rufener                           | 19     |
| 4     | Niederlande | Martine van den Boogaard, Sanne Romijn, Ilse van der Ham, Sannah Boer | 15     |

## 2017
Der Team Worldcup 2017 fand am 22. April in Salzburg (Österreich) statt. Organisiert wurde der Wettkampf vom Österreichischen Rhönradverband sowie vom IRV.
| Platz | Land        | Athleten                                                           | Punkte |
| ----- | ----------- | ------------------------------------------------------------------ | ------ |
| 1     | Schweiz     | Cheyenne Rechsteiner, Sabine Krumm, Edwina Huber                   | 24     |
| 2     | Deutschland | Marcel Schawo, Yana Loofts, Lilia Lessel, Kira Homeyer             | 18     |
| 3     | Österreich  | Alexander Müller, Ingrid Vukusic, Veronika Brunnauer               | 16     |
| 4     | Japan       | Yasuhiko Takahashi, Yuuki Matsuura, Nobuhiro Koyama, Aya Horiguchi | 15     |

## 2014

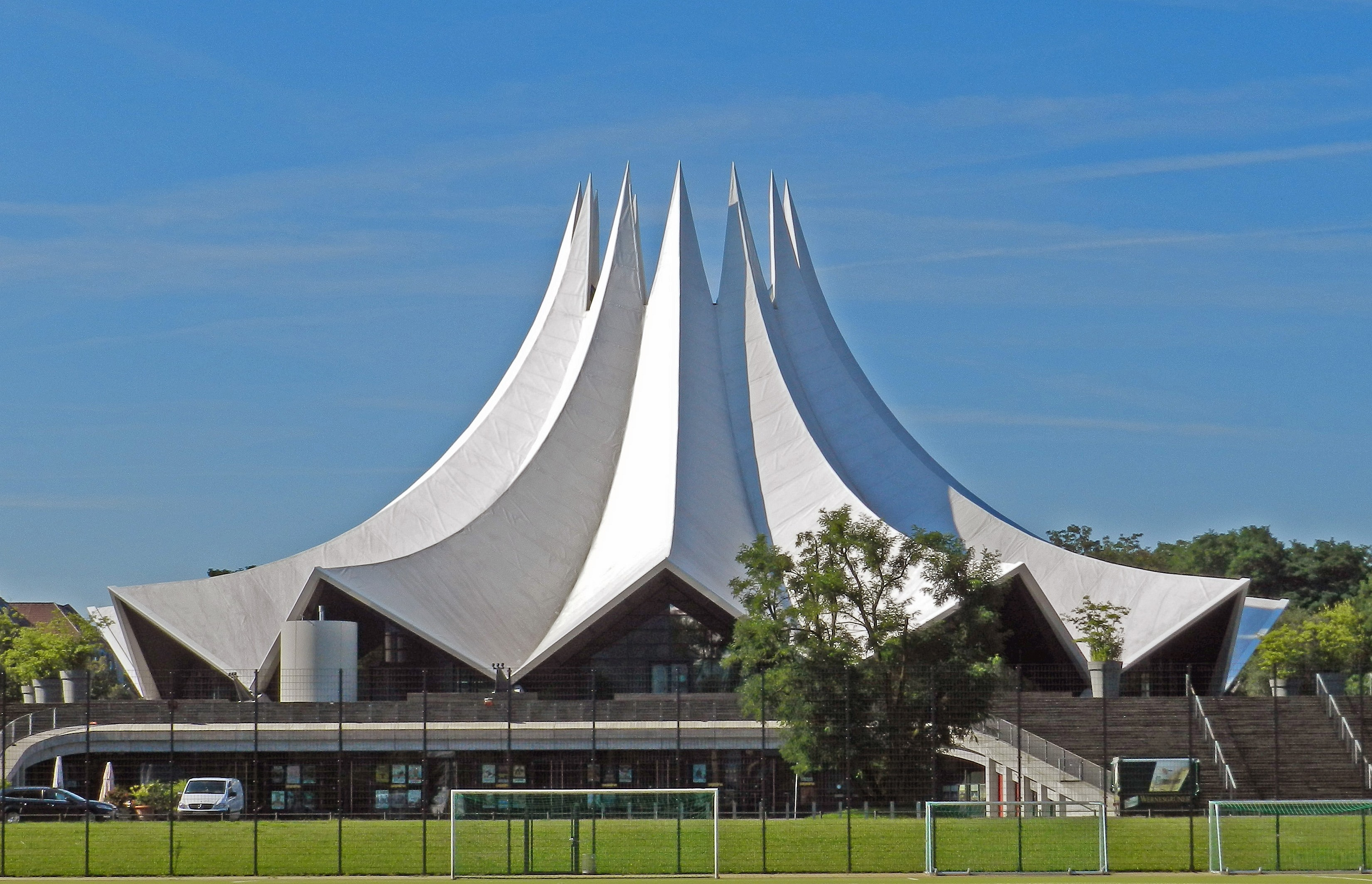
Tempodrom von außen

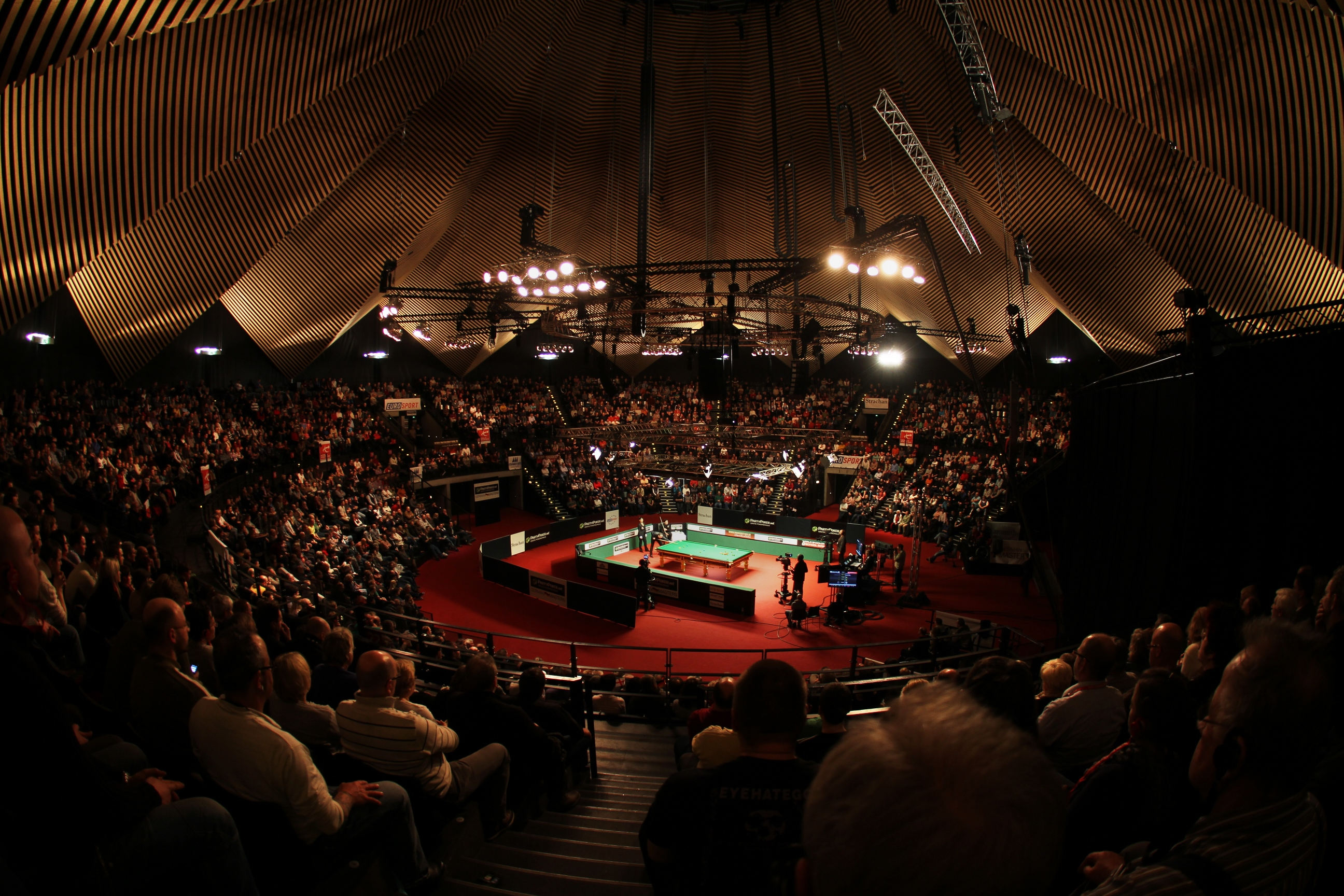
Tempodrom von innen während einer anderen Veranstaltung

Der Team Worldcup 2014 fand am 29. März im Tempodrom in Berlin (Deutschland) statt. Das erste Mal in der Geschichte des Team Worldcup gewinnt eine andere Nation als Deutschland. Es ist der erste Rhönrad-Wettkampf, der live gestreamt wurde.
| Platz | Land        | Athleten                                                            | Punkte |
| ----- | ----------- | ------------------------------------------------------------------- | ------ |
| 1     | Japan       | Yasuhiko Takahashi, Yuuki Matsuura, Aya Horiguchi, Daisuke Mori     | 21     |
| 2     | Deutschland | Sarah Metz, Kathrin Schad, Laura Stullich, Riccarda Vogel           | 18     |
| 2     | Niederlande | Boy Looijen, Myrna van Berkel, Mariël Dekker, Linde Wester          | 18     |
| 2     | Schweiz     | Cheyenne Rechsteiner, Sabine Krumm, Edwina Huber, Jacqueline Müller | 18     |

## 2012
Der Team Worldcup 2012 fand am 30. März 2012 in der Waldmannhalle in Baar (Schweiz) statt. Es war das erste Mal, dass der Team Worldcup außerhalb von Deutschland durchgeführt wurde. Der zweite Teil des Team Worldcup fand am Sonntag, 1. April in der Reichswald-Sporthalle der Realschule Plus in Ramstein (Deutschland) statt.
| Platz | Land        | Athleten                                                            | Punkte |
| ----- | ----------- | ------------------------------------------------------------------- | ------ |
| 1     | Deutschland | Robert Maaser, Laura Stullich, Svenja Trepte, Christoph Clausen     | 24     |
| 2     | Niederlande | Mariël Dekker, Myrna van Berkel, Boy Looijen, Martine v.d. Boogaard | 18     |
| 3     | Japan       | Sarasa Mori, Motonobu Tamura, Shadai Wakuta, Aya Horiguchi          | 17     |
| 4     | Schweiz     | Cheyenne Rechsteiner, Remo Meyer, Edwina Huber, Tiziana Scherer     | 15     |

| Platz | Land        | Punkte |
| ----- | ----------- | ------ |
| 1     | Deutschland | 23     |
| 2     | Japan       | 22     |
| 3     | Niederlande |        |
| 4     | Schweiz     |        |

## 2010
Der 5. Team Worldcup fand am 28. März in Finnentrop (Deutschland) statt.
| Platz | Land        | Athleten                                                            | Punkte |
| ----- | ----------- | ------------------------------------------------------------------- | ------ |
| 1     | Deutschland | Christoph Clausen, Julia Pohling, Robert Maaser, Svenja Trepte      | 28     |
| 2     | Japan       | Tamura Montonobu, Fukuhara Ichiro, Takahashi Yasuhiko, Mori Daisuke | 18     |
| 3     | Niederlande | Boy Looyen, Mariel Dekker, Kirstin Heerdink, Jeroen de Bruin        | 14     |
| 4     | Schweiz     | Vroni Kostezer, Remo Meyer, Tiziana Scherer, Stefanie Stutz         | 12     |

## 2008
Der 4. Team-Worldcup fand am 15. März 2008 in Wolfstein (Deutschland) und am 16. März 2008 in Ramstein-Miesenbach (Deutschland) statt. Es ist der erste Rhönrad-Team-Worldcup bei dem die Teams einen Poker setzen konnten, der die gesammelten Punkte verdoppelt.
| Platz | Land          | Athleten | 1. Teil | 2. Teil | Total |
| ----- | ------------- | --- | ------- | ------- | ----- |
| 1     | Deutschland   | Janin Oer, Annette Pusch, Constantin Malchin, Nadine Münster                                                            | 24      | 25      | 49    |
| 2     | All-Star-Team | Vincent Klimo (Österreich), Solveig Krapf (Norwegen), Sabine Krumm (Schweiz), Cécile Meschberger (Schweiz), Nina Nickel | 18      | 16      | 34    |
| 3     | Japan         | Shinichiro Goeku, Kinji Furuya, Daisuke Mori, Kazuya Ezuka                                                              | 16      | 16      | 32    |
| 3     | Niederlande   | Leonard Bakker, Kirstin Heerdink, Jeroen de Bruin, Rick de Boer                                                         | 17      | 15      | 32    |

## 2006
Der 3. Rhönrad-Team-Worldcup fand am 8. April 2006 in Flensburg (Deutschland) sowie am 9. April 2006 in Trappenkamp (Deutschland) statt. Es kam erstmals ein neues Wertungssystem für die Disziplin Sprung zum Einsatz, sowie ein Runden-Punktesystem (oben beschrieben) anstatt das Total der erturnten Noten.
| Platz | Land        | Athleten                                                        | 1. Teil | 2. Teil | Total |
| ----- | ----------- | --------------------------------------------------------------- | ------- | ------- | ----- |
| 1     | Deutschland | Achus Emeis, Constantin Malchin, Janin Oer, Julius Petri        | 19      | 20      | 39    |
| 2     | All-Star    | Christoph Clausen, Tim Seidel, Cornelia Kranzi, Linde Wester    | 14      | 11      | 25    |
| 3     | Japan       | Shigeo Nomi, Takako Hiwa, Yoichi Matsumoto, Yukako Fukase       | 13      | 11      | 24    |
| 4     | Schweiz     | Vroni Kostezer, Cécile Meschberger, Daniel Roos, Christel Ischi | 9       | 13      | 22    |

## 2004
Der 2. Rhönrad-Team-Worldcup fand am 3. und 4. April 2004 in Leverkusen und Wiesbaden (Deutschland) statt.
| Platz | Land        | Athleten                                                                | 1. Teil | 2. Teil | Total |
| ----- | ----------- | ----------------------------------------------------------------------- | ------- | ------- | ----- |
| 1     | Deutschland | Janier Oer, Julius Petri, Julia Pohling, Jan Schäfer                    | 64,35   |         |       |
| 2     | All-Star    | Claudia Schäfer, Freddy Bruell, Jermain Dotson, Lisa Buddrus            | 58,50   |         |       |
| 3     | Japan       | Atsuko Motoya, Satoshi Motoya, Yasuaki Yoshikawa, Takako Hiwa           | 58,20   |         |       |
| 4     | Schweiz     | Cecile Meschberger, Claudine Müller, Flavian Graber, Jasmin Braunwalder | 49,75   |         |       |
| 5     | Norwegen    | Hildegunn Solgaard, Nora Boldermo, Charlotte Ostlie, Anne Roer Walland  | 47,50   |         |       |

## 2002
Der erste Rhönrad-Team-Worldcup fand am 23. März 2002 in Würzburg (Deutschland) statt.
| Platz | Land        | Athleten                                                                        | Punkte |
| ----- | ----------- | ------------------------------------------------------------------------------- | ------ |
| 1     | Deutschland | Jeanette Groschup, Jan Schäfer, Julia Pohling, Linda Eitelwein                  | 51,95  |
| 2     | Japan       | Satoshi Motoya, Takako Hiwa, Yohei Nishii, Satoshi Motoya, Atsuka Wakayama      | 48,05  |
| 3     | Norwegen    | Lena Bertelsen, Trude Linvolden, Lin-Veronica Samuelsen, Hildegunn Solgaard     | 46,70  |
| 4     | All-Star    | Paulo Lucena Silva, Jermaine Dotson, Thérèse Verdoorn, Maarten van Stekelenburg | 44,80  |
| 5     | Schweiz     | Claudine Müller, Cécile Meschberger, Jasmin Braunwalder, Luzian Graber          | 43,65  |